# Type 11 (cannone)
Il cannone per fanteria da 37 mm Type 11 (十一年式平射歩兵砲?, Jyūiichinen-shiki Heisha hoheihō) era un cannone d'accompagnamento giapponese, usato dall'Esercito imperiale durante la seconda guerra sino-giapponese e la seconda guerra mondiale. Il nome era dovuto all'anno di adozione da parte dell'Esercito imperiale, l'undicesimo di regno dell'imperatore Taishō, cioè il 1922.

## Storia

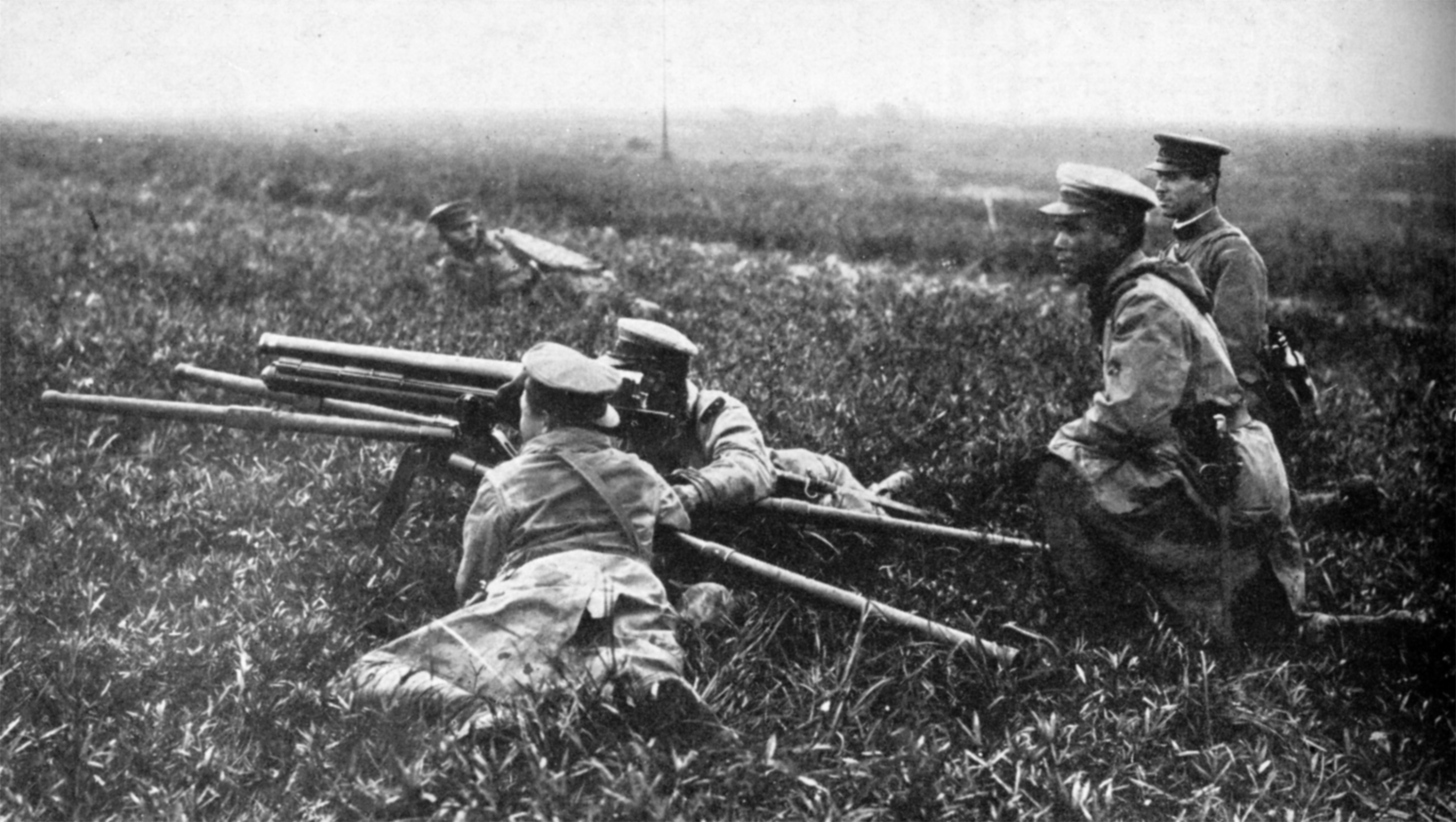
Un Type 11 e la squadra di serventi addetta

Il Type 11 entrò in servizio nel 1922 come cannone d'accompagnamento delle unità di fanteria, che avrebbe dovuto supportare distruggendo nidi di mitragliatrici e carri leggeri. Una versione precedente del cannone fu usata in torretta nei primi carri giapponesi, come i Renault NC acquistati dalla Francia e alcuni dei primi Type 89 Yi-Go. Con l'inizio della guerra del Pacifico venne rapidamente surclassato dal cannone controcarro Type 94 da 37 mm.
I Type 11 erano tipicamente assegnati in batterie di 4 pezzi per ogni reggimento di fanteria. Ad ogni pezzo era assegnata una squadra di 10 uomini: un capopezzo, quattro cannonieri, tre porta-munizioni, due conducenti dei cavalli da soma. La squadra operava in diretto contatto con il comando del reggimento, solitamente a meno di 300 metri, in collegamento tramite telefoni da campo o staffette. Il cannone risultò efficace nelle prime fasi della seconda guerra sino-giapponese nel suo ruolo di supporto pesante alla fanteria nella distruzione di capisaldi protetti, casematte, nidi di mitragliatrici e veicoli blindati leggeri. Tuttavia, la bassa velocità alla volata, il piccolo calibro e il basso rateo di fuoco resero l'arma rapidamente obsoleta contro i carri alleati; il cannone venne così trasferito, durante la guerra del Pacifico, alle unità di riserva.

## Tecnica
Il progetto del Type 11 era basato sul Canon d'Infanterie de 37 mm Modèle 1916 TRP francese, del quale il Giappone aveva acquistato la licenza di produzione dopo la prima guerra mondiale, e modificato per le esigenze nipponiche. Il pezzo era incavalcato su un affusto a tripode, con due lunghe gambe posteriori in tubolare d'acciaio ed un corto piede anteriore. La bocca da fuoco montava un otturatore a cuneo verticale, operato da una leva sul lato destro della culatta. Lo sparo era comandato tramite un cordino collegato al gruppo di scatto, che rilasciava il percussore.
Il pezzo mancava completamente di ruote e veniva trasportato dai serventi, tramite le due gambe posteriori dell'affusto e due stanghe amovibili anteriori. Le gambe posteriori erano dotate di vomeri per stabilizzare il cannone durante il tiro.
Il cannone sparava una granata ad alto esplosivo Type 12, caricata con 41 grammi di esplosivo, e un inefficace proietto perforante anticarro.